# Cacealma (poker)
În jocul de cărți numit poker, a juca la cacealma sau a blufa înseamnă a paria având o combinație de cărți („mână”) care nu este considerată a fi cea mai bună (câștigătoare). Obiectivul acestei tactici este de a determina cel puțin un adversar - ce deține o „mână” mai bună -  să renunțe la joc. Mărimea mizei și frecvența cu care se blufează determină profitul pentru jucătorul care face această mișcare.

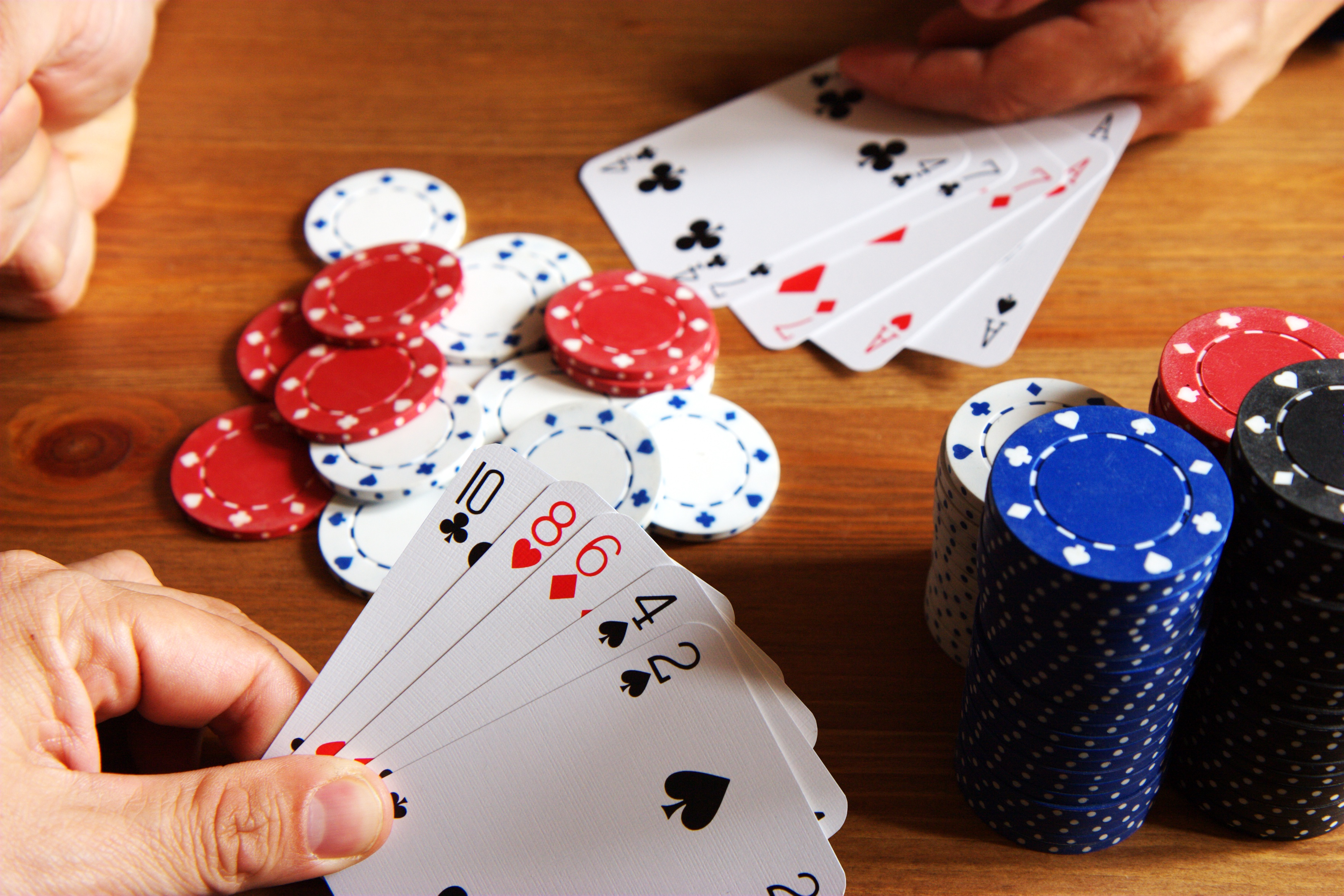
În imaginea alăturată se poate observa cum este aplicată tactica bluf-ului. Cel care a blufat a câștigat potul deși combinația sa de cărți era mult mai slabă decât a celui care a renunțat.

## Cacealma
Bluf-ul („cacealmaua pură”) face referire la situația în care un jucător plusează sau mărește miza având o combinație de cărți ce are slabe șanse de a se îmbunătăți. Bluf-ul este metoda de pariere prin care jucătorul nu mizează deloc pe cărțile sale, ci pe slăbiciunea adversarilor. Cel care blufează poate să câștige doar în cazul în care toți ceilalți jucători renunță la joc, astfel, el nu este nevoit să-și arate cărțile.
Spre exemplu, să presupunem că, după ce toate cărțile sunt împărțite, jucătorul care deține o mână slabă decide că singurul mod de a câștiga este acela de a juca la cacealma. Dacă jucătorul respectiv plusează cu o sumă egală cu mărimea potului existent, atunci șansele ca acesta să nu fie suspectat de bluf cresc cu 50%. Este important de reținut faptul că oponentul trebuie să ia în considerare mărimea potului dacă acesta decide să joace împotriva celui care blufează. În felul acesta, adversarul celui care joacă la cacealma are șanse de a câștiga o sumă de 2 ori mai mare față de valoarea inițială a potului. Adversarul va avea o probabilitate de câștig pozitivă la plata bluf-ului dacă acesta crede că șansele bluf-ului de a exista sunt de cel puțin 33,33%.

## Semi-cacealma
Semi-bluf-ul („semi-cacealma”) face referire la situația în care un jucător plusează sau mărește miza având o combinație de cărți ce are posibilitatea de a se îmbunătăți în rundele următoare. Jucătorul care apelează la această tactică poate câștiga potul în două feluri: fie prin inducerea în eroare și determinarea adversarilor de a renunța la joc pe loc, fie prin primirea unei cărți care să-i îmbunătățească combinația deja existentă. În unele cazuri, cel care apelează la tactica semi-blufului, deține o mână care nu are nicio valoare într-o anumită rundă, dar care are mari șanse de a fi câștigătoare în runda următoare.
Spre exemplu, sa presupunem că în penultima rundă a jocului există pe masă 4 cărți de aceeași culoare, cel care semi-blufează poate ridica miza determinând ceilalți jucători să creadă că el deține a 5-a carte de culoare (deși nu este adevărat). În felul acesta, este foarte probabil ca cel care apelează la această tactică să câștige, iar ceilalți să renunțe. Pe de altă parte, chiar dacă semi-bluful eșuează (adică ceilalți adversari plusează și ei, având certitudinea că jucătorul nu are a 5-a carte de culoare în mână), jucătorul încă mai are șansa ca a 5-a carte de culoare să fie afișată pe masă, ceea ce îi dă ocazia de a juca din nou la cacealma, de data aceasta, bluf-ul fiind considerat unul pur în comparație cu cel din runda precedentă care era considerat un semi-bluf deoarece ultima carte nu se împărțise încă.

## Situații favorabile
A juca la cacealma poate fi o tactică mai eficientă în unele cazuri decât în altele. Bluf-ul are o șansă mai mare de succes atunci când probabilitatea de a fi prins scade. Există mai multe caracteristici ale jocului care pot scădea probabilitatea de a fi prins și care pot crește profitabilitatea bluf-ului:
- Numărul adversarilor (cel care blufează poate avea șanse mai mari de câștig atunci când joacă împotriva unui număr mai mic de adversari).
- Valoarea mizei (cu cât miza celui care blufează este mai mare, cu atât cresc șansele ca ceilalți jucători să renunțe).
- Modul de pariere al adversarului (în unele cazuri, în funcție de valoarea sumei pariate de adversar, jucătorul care blufează poate să-și dea seama dacă oponentul său are o mână bună sau nu).
- Starea de spirit a adversarului (bluf-ul poate avea succes atunci când în joc există un adversar vulnerabil – spre exemplu, care a pierdut un joc anterior – deoarece este posibil ca acesta din urmă să nu mai fie le fel de atent).

## Frecvența
Potrivit teoriei jocurilor, numărul bluf-urilor trebuie să fie indirect proporțional cu valoarea potului. Frecvența bluf-urilor ar trebui să depindă în primul rând de stilul de joc al oponenților. Dacă un jucător blufează prea rar, adversarii atenți își vor da seama când acesta are o „mână” bună și pariază pentru bani și vor juca doar dacă dețin combinații foarte puternice de cărți. Dacă un jucător blufează prea des, adversarii atenți îi pot contraria bluf-ul prin a mări miza sau a-i plăti acestuia suma cerută în bluf. Bluf-ul ocazional ascunde nu numai combinația de cărți a jucătorului, dar și combinațiile de cărți legitime cu care adversarii cred că blufează. 
În cartea sa numită Teoria Pokerului, David Sklansky afirmă că „Din punct de vedere matematic, strategia optimă este de a blufa în așa fel încât șansele contra bluf-ului tău să fie egale cu șansele adversarului de a câștiga potul”. Strategia optimă de a blufa este de a executa această mișcare astfel încât adversarii să nu își dea seama dacă un jucător joacă la cacealma sau nu. Pentru a preveni situația în care bluf-urile sunt executate într-un mod predictibil, teoria jocurilor le sugerează jucătorilor folosirea unui sistem aleatoriu care să determine când să blufeze. Spre exemplu, un jucător poate folosi culoarea cărților din mână sau momentul când secundarul ceasului de la mână atinge o anumită secundă sau orice alt mecanism imprevizibil, pentru a determina când să blufeze.